# Mongolojassus pauperculus
Mongolojassus pauperculus är en insektsart som beskrevs av Alexander Fyodorovich Emeljanov 1972. Mongolojassus pauperculus ingår i släktet Mongolojassus och familjen dvärgstritar. Inga underarter finns listade i Catalogue of Life.